# Mysis relicta
Mysis relicta é um crustáceo semelhante a um camarão, pertencente à ordem Mysida, nativo de lagos do norte da Europa e do mar Báltico, de água salobra.

## Aparência
Mysis relicta é um pequeno crustáceo transparente, com menos de 2,5 cm de comprimento. Possui dois pares de antenas relativamente longas, associadas a placas antenais arredondadas; olhos compostos grandes e pedunculados; o tórax coberto por uma carapaça em forma de capa; um abdômen cilíndrico e musculoso; e um leque caudal com um télson que apresenta uma fenda terminal em forma de V.
Fêmeas em reprodução exibem uma bolsa de cria (marsúpio) proeminente entre as pernas torácicas. Os pleópodes [en] (pernas abdominais) de Mysis relicta são reduzidos, exceto por um par especializado de pernas de acasalamento nos machos.

## Distribuição
A distribuição de Mysis relicta está limitada as regiões previamente glaciais do norte da Europa, incluindo o noroeste da Rússia, Finlândia, Dinamarca, Suécia, sudeste da Noruega, e partes da Alemanha, Polônia e Lituânia.
Anteriormente, Mysis relicta era considerado um táxon circumpolar, presente também na América do Norte e no Ártico eurasiático. Uma revisão em 2005 dividiu as populações de Mysis de água doce circumpolares em quatro espécies distintas. Além da M. relicta do norte da Europa, incluem-se Mysis diluviana [en] em lagos dos Estados Unidos e Canadá, Mysis segerstralei no Ártico circumpolar, e Mysis salemaai [en] em alguns lagos europeus e no Báltico.

## Habitat
A espécie é encontrada em lagos relativamente profundos, frios e frequentemente oligotróficos, com oxigênio dissolvido suficiente, onde permanece principalmente abaixo da termoclina. Mysis relicta é uma espécie bentopelágica, que à noite realiza migrações verticais em direção à superfície. No mar Báltico, M. relicta ocorre apenas nas partes mais diluídas da bacia, onde também permanece em águas mais profundas. No mar aberto, é substituída por M. salemaai. Como outros crustáceos, suas populações podem ser extirpadas [en] pela acidificação de lagos [en].

## Alimentação
Mysis relicta é oportunista, com hábitos predadores e de alimentação por filtração. Quando o zooplâncton é abundante, constitui a principal fonte de alimento; na escassez, Mysis relicta consome fitoplâncton, detritos orgânicos suspensos ou da superfície de depósitos orgânicos bentônicos.
Mysis relicta também é uma importante fonte de alimento para peixes de água doce, como Salvelinus fontinalis, truta-de-lago, lotas e coregonídeos [en]. Por isso, é considerada uma espécie-chave. Uma área de pesquisa ativa é o impacto da reintrodução de misídeos em cadeias alimentares de lagos após a acidificação.